# Irenomys tarsalis
Irenomys tarsalis (Philippi, 1900) è un roditore della famiglia dei Cricetidi, unica specie del genere Irenomys (Thomas, 1919), diffuso nell'America meridionale.

## Descrizione

### Dimensioni
Roditore di piccole dimensioni, con la lunghezza della testa e del corpo tra 95 e 138 mm, la lunghezza della coda tra 133 e 188 mm, la lunghezza del piede tra 27 e 32 mm, la lunghezza delle orecchie tra 20 e 23 mm e un peso fino a 65 g.

### Caratteristiche craniche e dentarie
Il cranio presenta una scatola cranica lunga. La superficie anteriore degli incisivi superiori è attraversata da un profondo solco longitudinale.
Sono caratterizzati dalla seguente formula dentaria:

### Aspetto
La pelliccia è densa e soffice. Le parti dorsali sono rosso-grigiastre striate finemente di grigio-brunastro, mentre le parti inferiori sono giallo-rosate con la base dei peli grigio scura. Le orecchie sono nero-brunastre, talvolta con una macchia biancastra alla loro base posteriore. Le zampe e le dita sono biancastre. I piedi sono larghi. La coda è più lunga della testa e del corpo, talvolta è più chiara nella parte ventrale e termina con un ciuffo di lunghi peli. 

## Biologia

### Comportamento
È una specie arboricola.

### Alimentazione
Si nutre di granaglie, frutta, talvolta di parti vegetali verdi e funghi.

### Riproduzione
Si riproduce in primavera, talvolta fino al termine dell'estate. Danno alla luce 3-6 piccoli alla volta.

## Distribuzione e habitat
Questa specie è diffusa nella parte sud-occidentale dell'America meridionale, nel Cile centro-meridionale e nell'Argentina centro-occidentale. È inoltre presente sull'Isola di Chiloé e sulle Isole Guaitecas, lungo le coste cilene.
Vive nelle foreste andine.

## Tassonomia
Sono state riconosciute 2 sottospecie:
- I.t.tarsalis: Cile centro-meridionale, da Concepción a Puerto Aysén, Argentina centro-occidentale;
- I.t.longicaudatus (Philippi, 1900): Isola di Chiloé e Isole Guaitecas.

## Conservazione
La IUCN Red List, considerato il vasto areale e la popolazione presumibilmente numerosa, classifica I.tarsalis come specie a rischio minimo (Least Concern).